# Amerrissage
 (janvier 2009).
Si vous disposez d'ouvrages ou d'articles de référence ou si vous connaissez des sites web de qualité traitant du thème abordé ici, merci de compléter l'article en donnant les références utiles à sa vérifiabilité et en les liant à la section « Notes et références ».

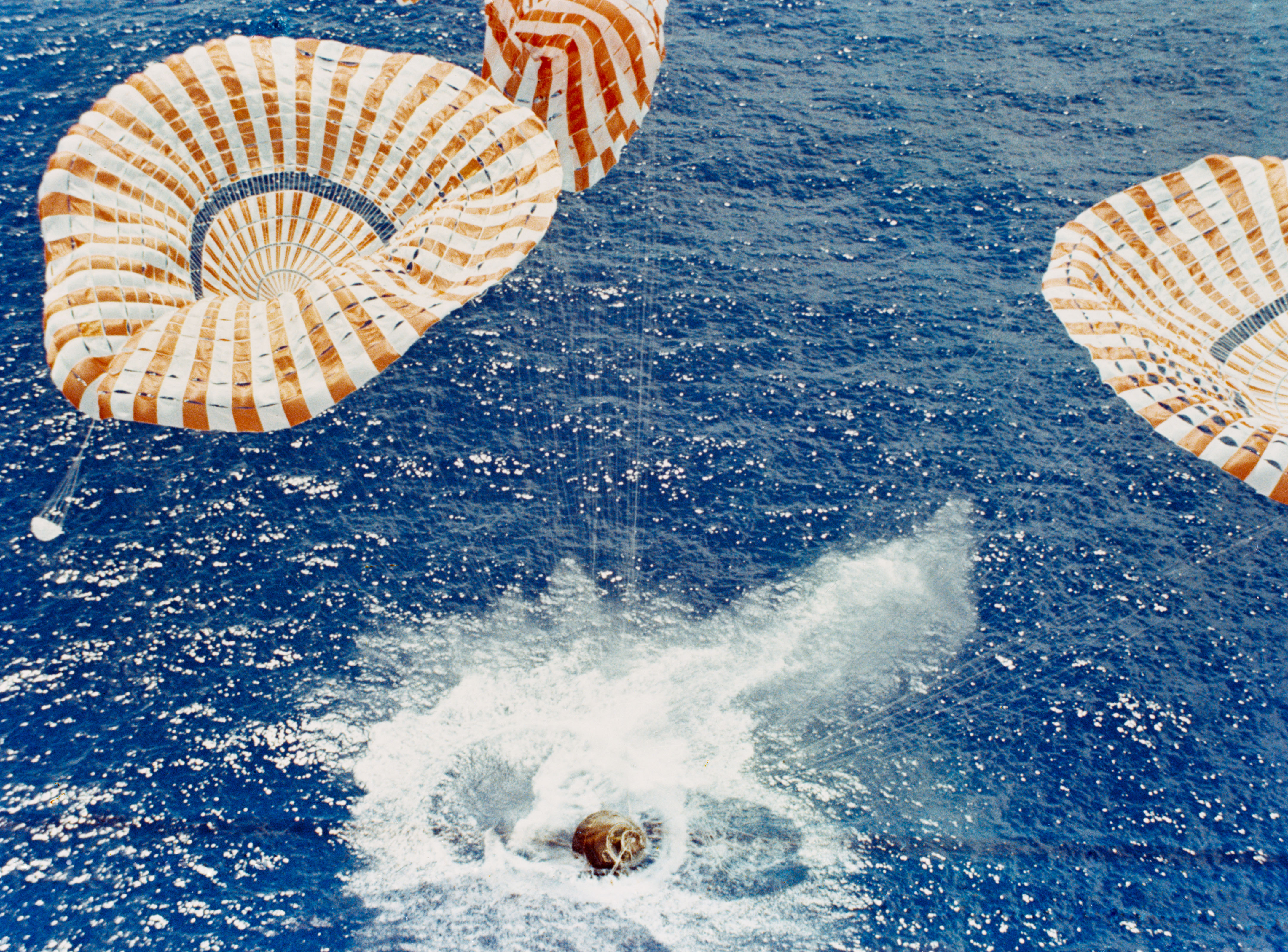
Amerrissage d'une capsule Apollo (mission Apollo 15).

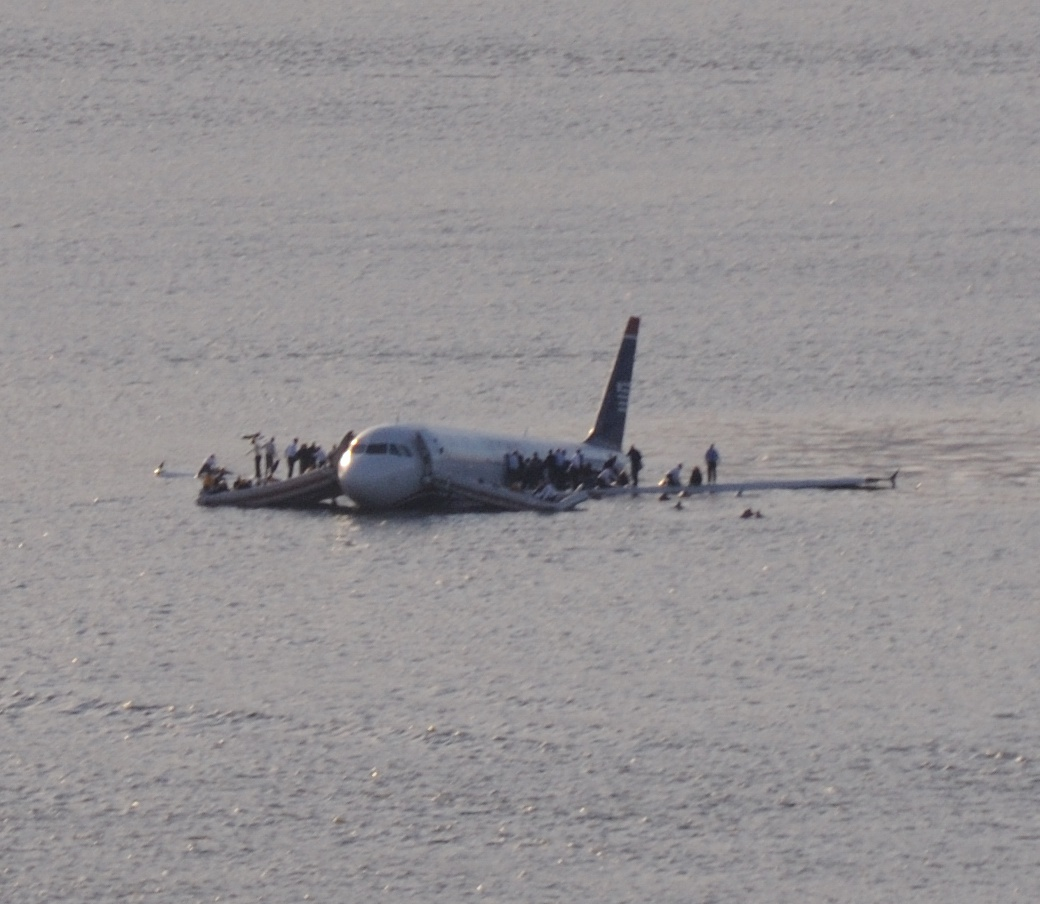
Un Airbus A320 dans les eaux de l'Hudson, le 15 janvier 2009 (vol US Airways 1549).

L’amerrissage est, à l'origine, le mouvement par lequel un hydravion se pose à la surface de l'eau (mer, lac ou fleuve). Le terme d'amerrissage désigne également un « atterrissage » d'urgence sur un plan d'eau. Cette situation est systématiquement instruite aux passagers au départ de chaque vol commercial.
Par analogie, le domaine de l'astronautique qualifie également d'amerrissage la prise de contact d'un engin aérospatial avec la surface de l'eau (mer ou océan). Le terme correspondant en anglais est splash-down.

## Amerrissage d'urgence
On parle d'amerrissage d'urgence lorsqu'un aéronef est contraint d'amerrir afin de tenter d'éviter une catastrophe aérienne. Pour les pilotes de chasse, un simulateur nommé Dilbert Dunker entre en service en 1944.

### Exemples d'amerrissages d'urgence
- En avril 1956, un Boeing 377 de Northwest Orient Airlines (vol 2) amerrit sur le Puget Sound. Tout le monde à bord parvient à sortir de l'appareil, mais quatre passagers et une hôtesse succombent avant l'arrivée des secours ;
- En octobre 1956, un autre Boeing 377, de Pan American World Airways (vol 6 Pan Am) se pose en mer au nord-est de Hawaï après avoir perdu deux de ses quatre moteurs. L'avion ayant amerri à proximité d'un navire des garde-côtes américains, les secours sont rapides et les trente-et-une personnes à bord survivent ;
- Le 4 octobre 1960, un Lockheed L-188 Electra d'Eastern Air Lines (vol 375) s'abîme dans le port de Boston peu après son décollage. Dix personnes sortent de l'appareil, dont neuf gravement blessées ;
- Le 21 août 1963, un Tupolev Tu-124 (Accident du Tupolev Tu-124 d'Aeroflot) ayant épuisé son carburant amerrit sur le fleuve Neva. Les cinquante-deux passagers et membres d'équipage survivent ;
- Le 22 novembre 1968, un Douglas DC-8 de la compagnie Japan Airlines rate son atterrissage et amerrit dans la baie de San Francisco. Tous les passagers et les membres de l'équipage sont indemnes ;
- Le 2 mai 1970, un Douglas DC-9 d'ALM (vol 980) s'abîme en mer, en panne de carburant, après plusieurs tentatives pour atterrir sur l'aéroport Princesse-Juliana à Saint-Martin, dans les Antilles néerlandaises. Quarante des soixante-trois occupants survivent et sont récupérés par des hélicoptères américains ;
- Le 13 janvier 1982, peu après son décollage, le vol 90 Air Florida heurte des automobiles et la barrière sur un pont au-dessus du fleuve Potomac avant de s'abîmer dans les eaux gelées du fleuve, au cœur de Washington. Soixante-dix-huit personnes sont tuées (dont quatre automobilistes) et seules cinq personnes de l'avion survivent[1] ;
- Le 23 novembre 1996, un Boeing 767 d'Ethiopian Airlines (vol 961), détourné par des terroristes, tombe en panne sèche près des Comores ; les pilotes tentent d'amerrir le long d'une plage mais l'avion se disloque et coule. Cent vingt personnes sont tuées et cinquante-cinq survivent[2] ;
- Le 16 janvier 2002, un Boeing 737 de Garuda Indonesia (vol 421) se pose sur le fleuve Solo, près de Yogyakarta, après une double extinction de réacteurs due aux fortes précipitations et à la grêle. Sur les soixante occupants de l'appareil, seule une hôtesse de l'air décède[3] ;
- Le 6 août 2005, un ATR 72 de Tunisair Express (vol Tuninter 1153) amerrit et se brise en mer Méditerranée à la suite d'une panne de carburant. Sur les trente-neuf personnes à bord, vingt-trois survivent à l'accident[4] ;
- Le 15 janvier 2009, un Airbus A320 d'US Airways est contraint d'amerrir sur le fleuve Hudson peu après son décollage à la suite de la panne de ses deux réacteurs après une collision d'oiseaux. Le pilote Chesley Sullenberger parvient à faire amerrir l'Airbus et l'ensemble des cent cinquante-cinq personnes à bord sont sauvées[5] ;
- Le 2 juillet 2021, un Boeing 737-200 cargo exploité par Rhoades Aviation pour le compte de la compagnie Transair (vol cargo T4810/RDS810) est contraint d'amerrir peu après son décollage d'Honolulu consécutivement à un problème moteur. Les deux pilotes gravement blessés ont pu être secourus avant que l'avion ne sombre[6].

### Procédure UIT OACI pour aéronef en détresse
- Un aéronef en détresse survolant une zone océanique devrait, conformément aux procédures de l'OACI, informer l'autorité chargée du contrôle du trafic aérien qu'il est en détresse sur la fréquence utilisée aux fins du contrôle du trafic aérien[7] ;
- Si un amerrissage forcé est probable, l'autorité chargée du contrôle du trafic aérien en informe immédiatement le centre de coordination de sauvetage approprié. Le centre de coordination de sauvetage avertit à son tour les navires qui sont en mesure de prêter assistance ;
- Lorsqu'ils sont alertés, les navires doivent établir, si possible, une veille à l'écoute sur la fréquence 4 125 kHz. S'ils ne sont pas en mesure d'utiliser la fréquence 4 125 kHz, les navires doivent établir une veille sur la fréquence 3 023 kHz ;
- L'aéronef essaie dans un premier temps d'établir des communications sur la fréquence 4 125 kHz ; s'il n'arrive pas à entrer en contact, il tente alors d'établir des communications sur la fréquence 3 023 kHz ;
- Si un amerrissage forcé n'est plus nécessaire, l'aéronef notifie qu'il n'y a plus de situation de détresse suivant la procédure prévue aux termes des dispositions de l'UIT/OACI.